# David Ochieng
David Ochieng (sinh ngày 7 tháng 10 năm 1992) là một cầu thủ bóng đá người Kenya thi đấu cho Brommapojkarna và đội tuyển quốc gia Kenya ở vị trí hậu vệ.

## Sự nghiệp
Sinh ra ở Nairobi, Ochieng thi đấu bóng đá ở Kenya và Ả Rập Xê Út cho Nairobi Stima, Tusker và Al-Taawon.
Anh ra mắt quốc tế cho Kenya năm 2012, và từng thi đấu vòng loại giải vô địch bóng đá thế giới.